# Dhaulagiri
Dhaulagiri är världens sjunde högsta berg med sina 8 167 meter. Berget är beläget i Annapurnas bergsmassiv i Himalaya, i de norra delarna av Nepal. Dhaulagiri (धौलागिरी) betyder Vitt berg.

## Upptäckt
Berget upptäcktes år 1808 av västerländsk befolkning och blev då känt som världens högsta berg. Detta höll i sig hela trettio år tills berget Kangchenjunga upptäcktes. Men det är världens högsta berg om man jämför från högsta topp till lägsta dal, med ca 7 000 m över Kali Gandaki (dalen som omger Gandak). 

## Bestigningar
Första bestigningen av berget gjordes den 13 maj 1960 av Kurt Diemberger, Peter Diener, Ernst Forrer, Albin Schelbert, Michel Vaucher, Hugo Weber, Min Bahadur Sherchan och Sirdar Ang Dawa; en schweizisk-österrikisk expedition. Denna expedition blev också den första bergsklättringen där ett flygplan användes, men det havererade vid första försöket. Planet var en Pilatus PC-6.
År 2003 besteg svensken Fredrik Sträng toppen, Mount Everestbestigaren Magnus Flock försökte även han, men tvingades ge upp.